# Убински хребет
Убинският хребет (на казахски: Уба жотасы; на руски: Убинский хребет) е планински хребет в западната част на планината Алтай, разположен в северните райони на Източноказахстанска област, Казахстан. Простира се от запад на североизток, като изпъкнала на югоизток дъга на протежение от 120 km и представлява вододел между десните притоци на река Иртиш – Уба на север и североизток и Улба на юг. Максимална височина връх Синюха 1962 m(50°26′56″ с. ш. 83°14′47″ и. д. / 50.448889° с. ш. 83.246389° и. д.), разположен в най-изпъкналата част на дъгата, на около 20 km северозападно от град Ридер (Лениногорск). Изграден е от кристалинни шисти, варовици и гранити. От северозападните, северните и североизточните му склонове водят началото си реките Болшая Карагушиха, Убинка и др. леви притоци на Уба, а от южните – десните притоци на река Улба. Долните части на склоновете в западната му половина са заети от степна растителност, развита върху планински черноземи. На изток преобладава елово-смърчова тайга, сменяща се на места с вторични осиково-брезови гори.

## Топографска карта
- Лист от карта M-44-XVIII. Мащаб: 1 : 200 000. Указать дату выпуска/состояния местности.